# Pauline Dubuisson
Pour les articles homonymes, voir Dubuisson.
Pauline Dubuisson, née le 11 mars 1927 à Malo-les-Bains (Nord) et morte le 22 septembre 1963 à Essaouira (Maroc), est connue pour avoir été au centre d'un fait divers des années 1950. Jugée en 1953 à Paris pour le meurtre de son ex-amant Félix Bailly, elle a inspiré le personnage principal du film d'Henri-Georges Clouzot, La Vérité (1960). Son histoire fait également l'objet du téléfilm La Petite Femelle, inspiré du récit de Philippe Jaenada, paru en 2015 et du roman Je vous écris dans le noir de Jean-Luc Seigle, paru indépendamment dans la même année.

## Biographie

### Enfance
Pauline Dubuisson naît le 11 mars 1927 à Malo-les-Bains, ville qu'a fondée son arrière-arrière-grand oncle Thomas Gaspard Malo selon Philippe Jaenada. Élevée comme un garçon dans une famille protestante et bourgeoise de Dunkerque (sa mère Hélène Hutter, femme réservée, laisse l'éducation des enfants à son mari, André Dubuisson, ancien combattant de la Première Guerre mondiale, ancien colonel de réserve et entrepreneur en travaux publics qui lui serine sans cesse que « la vie est un combat, seuls les forts s'en tirent »). Née à la suite de trois frères elle se révèle une bonne élève, mais est néanmoins exclue à 14 ans de l'école car elle aurait été aperçue, en pleine Occupation, se promenant avec un marin allemand.

### Sous l'Occupation
Son père, dont l'entreprise a été rasée par les bombes, l'encourage alors à démarcher des officiers allemands afin de faciliter ses affaires.
En 1944, alors qu'elle a obtenu son baccalauréat et souhaite devenir médecin, elle entre comme aide-infirmière à l'hôpital allemand de Dunkerque, le centre hospitalier de Rosendaël, où elle devient la maîtresse du médecin-chef de l'établissement, le colonel Domnick, homme de 53 ans.
Cette relation lui vaut à la Libération d'être conduite avec d'autres femmes en place publique, où elles sont tondues, déshabillées et couvertes de croix gammées, avant de comparaître devant un « tribunal du peuple », qui la condamne au peloton d'exécution. Son père, en tant qu'officier de réserve, parvient à la faire libérer de justesse, mais tous deux doivent quitter Dunkerque immédiatement. Traumatisée, elle fait une tentative de suicide.

### Relation avec Bailly
Après une année passée à Lyon, elle entame en 1946 des études à la faculté de médecine de Lille où elle rencontre Félix Bailly, jeune homme de 25 ans, étudiant modèle issu d'une bonne famille, mais timide et vierge. Après leur première nuit d'amour, il lui propose le mariage, qu'elle refuse plusieurs fois, « éprise de liberté », ne voulant pas devenir l'épouse rangée et la secrétaire de Félix. De plus, il apprend par la suite que Pauline continue d'entretenir une liaison avec d'autres hommes dont le colonel Domnick. Au sujet de l'ex-officier, Philippe Jaenada ne parle que d'une correspondance et d'une visite après la rupture. Elle aurait confié à l'un de ses amants, un professeur contacté par Félix qui lui avait expliqué qu'il était amoureux de Pauline : « Félix est un faible et je méprise les faibles. Ce n'est pas ma faute s'il m'aime et si je ne l'aime pas »,. D'après le journal Le Monde, « la valse-hésitation entre Pauline et Félix suscite, de la part des amis du second, une série d’agressions verbales presque aussi violentes que les représailles de 1945 ».
Lassé des tromperies, Félix signifie à Pauline à la rentrée 1949 que tout est fini entre eux. Il quitte Lille pour Paris afin de poursuivre ses études, sans lui laisser son adresse, et entame une nouvelle liaison avec une jeune étudiante en lettres, Monique Lombard.
Avec le temps, Pauline Dubuisson dit avoir changé d'avis et regretté son refus des demandes en mariage de Félix. À moins qu'il ne s'agisse, selon certains journalistes de l'époque, de la réaction d'une femme dominatrice et possessive blessée dans son orgueil car ne supportant pas qu'un homme ne la désire plus au point de jeter son dévolu sur une autre. Jean Beauchesne dans Paris Match résumait ainsi : « Pauline Dubuisson, aux rêves violents nourris sous l'Occupation, dans le confinement d'une ville de province, choisissait et rejetait ses amants mais n'a pas supporté la seule blessure infligée à sa carrière de séductrice ».

### Assassinat de Bailly
Au mois d'octobre 1950, Pauline apprend que Félix est fiancé avec Monique, mais penserait toujours à elle. Elle recherche son adresse puis le rejoint quelques semaines plus tard pour avoir une explication et tenter de reconquérir la place qu'elle estime lui être promise mais essuie un nouveau refus de la part de Félix. Pauline rentre alors à Lille, décidée à ne pas en rester là. Elle obtient un permis de port d'arme et achète un 6,35 mm à Dunkerque (soit par préméditation, soit pour se suicider, ayant déjà tenté deux fois de mettre fin à ses jours après la guerre). Sa logeuse prévient Félix que la jeune femme est armée. Pauline se rend de nouveau à Paris une semaine après son premier séjour et attend Félix une première nuit en vain au bas de son immeuble, 25 rue de la Croix-Nivert dans le 15e arrondissement de Paris. Le lendemain, elle persiste. Félix finit par lui ouvrir la porte, mais il n'est pas seul. Un rendez-vous est convenu dans un café du quartier. Elle s'y dérobe pour mieux s'engouffrer dans l'entrée de l'immeuble tandis que, las d'attendre, il finit par rentrer chez lui.
C'est alors que les versions divergent : Pauline affirme avoir passé la nuit avec lui ; au matin, Félix lui aurait dit n'avoir couché avec elle que pour se venger des humiliations passées, ce que nie la famille de Bailly. Le 17 mars 1951, elle le suit dans sa chambre et tire sur lui par trois fois :  une balle en plein front, une balle dans le dos et un coup de grâce derrière l'oreille. Elle affirme pour sa part qu'elle avait tenté de se suicider et que la première balle était partie malencontreusement alors que Félix tentait de l’en empêcher. Elle tente de retourner l'arme contre elle mais celle-ci s'enraye. Elle ouvre alors le gaz et s'enfonce le tuyau dans la gorge. Alertés par les odeurs, les voisins préviennent les pompiers et Pauline est secourue à temps,. Ayant appris le meurtre commis par sa fille, le père de Pauline se suicide au gaz,.

### Procès et prison
La presse s'empare de l'affaire et s'acharne sur elle. Trois semaines avant son procès, elle tente de se suicider à nouveau, en s'ouvrant les veines dans sa cellule. Devant les assises de Paris, l'avocat général Raymond Lindon la traite de « hyène », qualifie sa tentative de suicide de « simulacre ». Me Floriot, avocat de la partie civile, déclare : « C’est la troisième ou quatrième fois que vous ratez vos suicides. Décidément, vous ne réussissez que vos assassinats ». À la barre, Pauline Dubuisson ne pleure pas, elle n'exprime ni remords, ni regret, et est qualifiée d'arrogante,.
Les avocats de la partie civile la présentent comme une femme intéressée par l'argent ou la situation de ses divers amants. Me Floriot livre un réquisitoire très dur contre elle. Il écarte l'hypothèse d'un drame passionnel : « Elle n'admettra pas que cet homme soit heureux. Elle va l'abattre. Elle l'attend, le revolver en poche, dans le couloir de son immeuble, comme un tueur ! ». Il propose un scénario où Pauline Dubuisson a pensé à tout, simulé son suicide, tiré la première balle dans le dos de Félix Bailly, puis fait le tour du corps effondré pour tirer au front, et enfin avoir tiré le coup de grâce à bout portant. Face au scénario accablant du « coup de grâce », l'avocat de la défense Paul Baudet répond : « Comment a-t-elle tiré ? Rapidement. Ce corps en s'abattant a dû tomber contre elle, il a dû toucher le revolver et cela devient votre coup de grâce. En face d'un dossier on peut tout faire dire. Un peu d'intelligence, un peu d'imagination et beaucoup de talent y suffisent. »
L'avocat général demande la peine capitale. Il décrit l'accusée comme un monstre, qui « a tué par orgueil, par dépit, par volonté de détruire le bonheur ». Il refuse toute circonstance atténuante et rejette l'atténuation de responsabilité accordée par les psychiatres. L'avocat de la défense met en avant que l'accusée a reçu dans son enfance une « éducation infernale », affirme que ses parents n'avaient « rien de ce qu'il faut pour vivre en commun ». Et il répond à l'avocat général : « Les psychiatres, dont je vous rappelle que ce sont vos experts, s'ils sont mal choisis, qu'attendez-vous pour vous en défaire ? Vous leur faites confiance à l'ordinaire, n'est-il pas vrai ? Seulement dans cette affaire vous supprimez tout ce qui vous gêne ».
Celle que les journalistes surnomment « l'infâme, l'orgueilleuse sanguinaire » ou « la Messaline des hôpitaux », est condamnée aux travaux forcés à perpétuité à l'issue de son procès le 18 novembre 1953,. Alors que la peine de mort était pressentie, il est possible que la voix de l'unique femme du jury, Raymonde Gourdeau, qui a été émue par la jeune meurtrière, l'ait sauvée de la guillotine,. Jacques Vergès assiste à ce procès qui lui donne sa vocation.
Incarcérée à Haguenau et à la Petite Roquette, Pauline Dubuisson est libérée pour bonne conduite le 21 mars 1960 et s'installe rue du Dragon, à Saint-Germain-des-Près.

### Libération et exil
Elle reprend ses études de médecine et se fait désormais appeler Andrée (son deuxième prénom), mais la sortie du film La Vérité en novembre 1960, adapté de sa vie et de son procès, la replace sous les feux de l'actualité.
Souhaitant fuir un passé qui la poursuit, elle répond à une annonce d'offre d'emploi d'interne à l'hôpital de Mogador au Maroc (aujourd'hui Essaouira). Dans son dossier de candidature, elle ne cache pas son passé de condamnée et indique qu'elle est, en fait, Pauline Dubuisson. Le directeur de l'hôpital l'assure de sa discrétion. À Essaouira, elle fait la connaissance de Jean Lafourcade, un ingénieur pétrolier de six ans plus jeune qu'elle, qui souhaite l'épouser. Mais une revue, dans un cabinet de dentiste, raconte son histoire et, face à la rumeur qui enfle, Pauline lui révèle son passé, si bien que celui-ci abandonne tout projet de mariage et refuse de la revoir.

### Mort
Le 22 septembre 1963, Pauline Dubuisson est retrouvée morte dans son lit où elle s'est suicidée en avalant des barbituriques. Selon ses vœux, elle est enterrée sous une pierre tombale anonyme dans le cimetière chrétien d'Essaouira.

## Dans la culture

### Littérature
En 1984, Michel Vinaver s'empare du fait divers pour un projet théâtral, Portrait d'une femme. Selon Jean Cholet, « la pièce s’attache à cerner la complexité d’un être cabossé par la vie et incapable de se soumettre aux règles établies par la société qui l’entoure »
En janvier 2015 est publié l'ouvrage de Jean-Luc Seigle Je vous écris dans le noir qui s'intéresse à Pauline Dubuisson. Fabienne Pascaud, dans le magazine Télérama, écrit : « Jean-Luc Seigle a choisi de faire du sombre fait divers un fascinant récit à la première personne et s'y glisse magistralement dans la peau de son héroïne » et il « sait exprimer le féminin avec une empathie troublante ».
En août de la même année, le romancier Philippe Jaenada consacre un roman biographique à Pauline Dubuisson : La Petite Femelle. Il fonde son travail sur des recherches dans les archives de l’époque et s’efforce de rectifier les versions couramment admises de la vie de Pauline Dubuisson ainsi que de relever certaines anomalies de son procès.
Selon lui, la dureté de la peine infligée par le tribunal et la violence de la presse de l’époque contre Pauline Dubuisson s’expliquent par un contexte de misogynie. Le comportement passé de cette femme en quête d’émancipation et qui refuse par exemple de se marier avec Félix Bailly, de peur de devoir mettre un terme à ses études pour s’occuper du foyer, est perçu négativement ; de même que son attitude de défi lors de l’audience ou encore son refus de demander pardon. Lors du procès, selon Philippe Jaenada, les témoins qui auraient permis de rééquilibrer la version admise d’une femme calculatrice, sans sentiments et dévergondée sont systématiquement écartés, notamment ceux concernant l'éducation particulière que Pauline Dubuisson avait reçue de son père et qui l'a conduite à une maîtrise de ses émotions, préjudiciable alors que le public attend repentir et larmes. Philippe Jaenada soutient qu'il aurait été possible de voir lors du procès la nature accidentelle de la mort de Félix Bailly si l'avocat général ne s'était pas acharné sur l'accusée. Quant à l’avocat de Pauline Dubuisson, maître Baudet, fervent chrétien, il s’intéresse plus au pardon et à la rédemption de sa cliente qu’aux détails de procédure. De plus, selon le même auteur, l'histoire du viol dont aurait été victime Pauline Dubuisson n'est pas corroborée par les faits.
Dans son livre, Philippe Jaenada appuie sa démonstration d'une justice misogyne par l'évocation d'autres détenues célèbres (Sylvie Paul, Denise Labbé, etc.) que Pauline Dubuisson a croisées en prison et qui étaient, selon lui, avant tout victimes des préjugés de la société de leur temps..

### Cinéma
- Le personnage de Pauline Dubuisson a inspiré le film de Henri-Georges Clouzot La Vérité (1960).
- Le documentaire Pauline Dubuisson — L'impossible oubli du réalisateur Vincent Maillard, sorti en 2021, traite de ce fait divers.

### Télévision
- Son histoire a été adaptée sous forme d'un téléfilm, La Petite Femelle, réalisé par Philippe Faucon en 2021 et inspiré du récit de Philippe Jaenada, paru en 2015. Pauline Dubuisson y est incarnée par Lucie Lucas.